# Lindsay Rose
Lindsay Rose (Rennes, 8 febbraio 1992) è un calciatore francese naturalizzato mauriziano, difensore dell'Arīs Salonicco e della nazionale mauriziana.

## Caratteristiche tecniche
È un difensore centrale.

## Carriera
Ha esordito in Ligue 1 con il Valenciennes nella stagione 2012-2013, giocando 15 partite.
Nel luglio 2014 passa all'Olympique Lyonnais per 1,8 milioni di euro, firmando un contratto quadriennale
Il 1 luglio 2021 viene annunciato il suo passaggio a titolo definitivo ai polacchi del Legia Varsavia.

## Statistiche

### Cronologia presenze e reti in nazionale
| Cronologia completa delle presenze e delle reti in nazionale ― Mauritius | Cronologia completa delle presenze e delle reti in nazionale ― Mauritius | Cronologia completa delle presenze e delle reti in nazionale ― Mauritius | Cronologia completa delle presenze e delle reti in nazionale ― Mauritius | Cronologia completa delle presenze e delle reti in nazionale ― Mauritius | Cronologia completa delle presenze e delle reti in nazionale ― Mauritius | Cronologia completa delle presenze e delle reti in nazionale ― Mauritius | Cronologia completa delle presenze e delle reti in nazionale ― Mauritius |
| Data                                                                     | Città                                                                    | In casa                                                                  | Risultato                                                                | Ospiti                                                                   | Competizione                                                             | Reti                                                                     | Note                                                                     |
| ------------------------------------------------------------------------ | ------------------------------------------------------------------------ | ------------------------------------------------------------------------ | ------------------------------------------------------------------------ | ------------------------------------------------------------------------ | ------------------------------------------------------------------------ | ------------------------------------------------------------------------ | ------------------------------------------------------------------------ |
| 3-9-2024                                                                 | Hyderabad                                                                | India                                                                    | 0 – 0                                                                    | Mauritius                                                                | Coppa Intercontinentale 2024 - 1º turno                                  | -                                                                        | Cap.                                                                     |
| Totale                                                                   |                                                                          | Presenze                                                                 | 1                                                                        |                                                                          | Reti                                                                     | 0                                                                        |                                                                          |

## Palmarès

### Club

#### Competizioni nazionali
- Coppa di Polonia: 1

Legia Varsavia: 2022-2023